# Міст Лалазара
Міст Лалазара (азерб. Laləzar körpüsü) — кам'яний арочний міст через річку Баргюшад (Воротан) в Кубатлинському районі Азербайджану. Його також називають Тюльпановим мостом.

## Історія
Міст був побудований в 1867 році Овакімом Лалазарянцем, а в 1900—1902 рр. відремонтований його сином  Симеоном, про що свідчить збережений 10-рядкова напис на лівобережній опорі з низової сторони.

## Конструкція
Міст двопрогінній кам'яний арочний. Розбивка на прольоти — 13,84 + 12,66 м. У плані прольоти розташовані під кутом один до одного. Фасади арок складені з тесаного каменю. Висота конструкції над рівнем води — 9,1 м. Ширина мосту становить 4,31 м.

## Реакція міжнародного співтовариства на дії азербайджанців щодо мосту

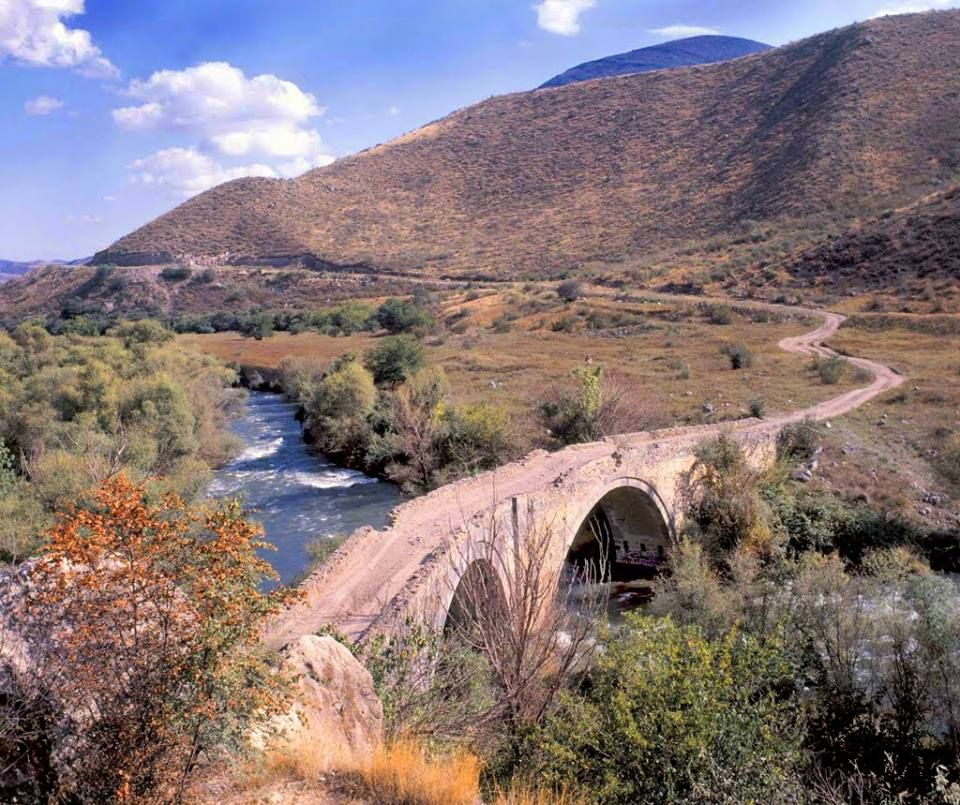
Міст Лалазара

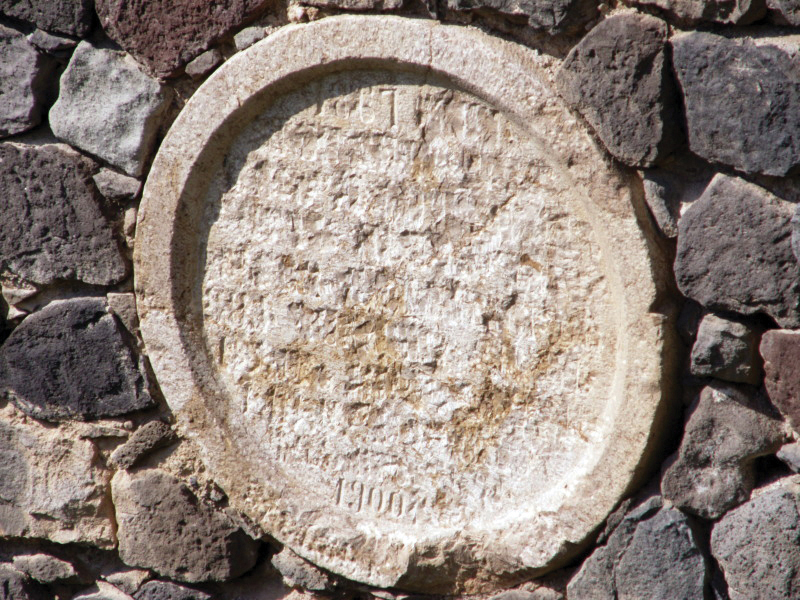
Напис на Лалазарському мості, який свідчить про історію його побудови.

Вірменська громада, представлена науковими та державними структурами, відреагувала таким чином: «Насолоджуватися використанням мосту, побудованого вірменами, одночасно стираючи слова пам'яті, залишені його засновниками, — спосіб поведінки, типовий для азербайджанців і турків» (про мости Шемахе, Vagharshavan, Moks, Shatakh і багатьох інших місцях).[джерело?]